# Urotropis carinata
Urotropis carinata är en mångfotingart som först beskrevs av Carl Oscar von Porat 1893.  Urotropis carinata ingår i släktet Urotropis och familjen Spirostreptidae. Inga underarter finns listade i Catalogue of Life.